# Saint-Myon
Saint-Myon település Franciaországban, Puy-de-Dôme megyében. Lakosainak száma 553 fő (2022. január 1.). Saint-Myon Artonne, Beauregard-Vendon, Combronde és Chambaron-sur-Morge községekkel határos.

## Népesség
A település népessége az elmúlt években az alábbi módon változott:
| Lakosok száma | 459  | 467  | 472  | 485  | 501  | 517  | 528  | 538  | 553  |
|               | 2013 | 2015 | 2016 | 2017 | 2018 | 2019 | 2020 | 2021 | 2022 |